# Alliopsis glacialis
Alliopsis glacialis är en tvåvingeart som först beskrevs av Zetterstedt 1845.  Alliopsis glacialis ingår i släktet Alliopsis och familjen blomsterflugor. Arten är reproducerande i Sverige. Inga underarter finns listade i Catalogue of Life.